# Frea schoutedeni
Frea schoutedeni là một loài bọ cánh cứng trong họ Cerambycidae.